# ياو شيا
ياو شيا (الصينية المبسطة: 姚夏; بينيين: Yáo Xià ) (ولد في 28 كانون الثاني / يناير 1974) هو المدرب الدولي السابق ولاعب كرة القدم الصيني لكرة القدم الدولي الذي لعب كلاعب وسط مهاجم أو مهاجم.
صنع لنفسه اسماً كشاب صغير مع فريق سيشوان حيث وبسبب سرعته كان يلقب ب الفهد ("猎豹") من قبل المشجعين. بعد أن ترك النادي وانتقل إلى تشينغداو قبل أن يستقر في فريق آخر من مقاطعة سيتشوان  هو تشنغدو شفرات حيث مكث هنالك لعدة مواسم حتى تقاعد من اللعب.

## سيرته الذاتية

### النادي
ياو شيا بدأ مشواره بكرة القدم في سيتشوان و كان جزءا من الفريق الذي شاهد النادي يصبح نادي احترفياً مع بداية موسم الدوري الصيني لكرة القدم لعام 1994. وقد برز إلى الواجهة مع نهاية الموسم في الدوري عندما لعب جزءا كبيرا في معركة تفادي الهبوط لنادي سيتشوان الذي نجا بالنهاية بفارق الأهداف. ومن ثم كان لياو الفضل الأكبر بوصل سيتشوان لأكبر نجاحاته حيث حل في المركز الثالث في موسم عام 1999 .الموسم التالي شهد وصول سيتشوان مرة أخرى ليحتل المركز الثالث في موسم عام 2000 ، ومع ذلك بحلول عام 2002 سيتشوان دخل في صراعات ملكية تخريبية وقرر ياو شيا الرحيل في نهاية الدوري.
بشكل غريب انتقل ياو شيا إلى تشينغداو في بداية موسم عام 2003 لكرة القدم  وهو الفريق الذي ساعد في إقصاءه من الدوري عام 1995 . في تشينغداو كانت مسيرته إلى حد ما مخيبة للآمال رغم أنه لعب جزءا كبيرا داخل الفريق إلا أنه في نهاية المطاف كان من المعارين إلى نادي الدرجة الثانية لكرة القدم تشنغدو Wuniu. انتقل مرة أخرى إلى مقاطعة سيتشوان إلى نادي في انتقال كان يبدو ناجحاً إلى حد ما، بالفعل في الموسم التالي كان من شأنه أن يجعل انتقاله دائم، في حين أن النادي قرر إعادة تسمية نفسه بـ تشنغدو ريش.بعد عدة مواسم من تحسين النتائج كان ياو جزءا حيويا من لاعبي الفريق ونال الترقية إلى المستوى الأفضل عندما وصل ناديه لنيل لقب الدوري الصيني في عام 2007 . وعلى الرغم من التقدم في السن استمر ياو بانتظام داخل الفريق وساعدت خبرته في توجيه تشنغدو لتبقى في منتصف الترتيب للدوري حتى نهاية موسم عام 2009 حيث شهد هبوط النادي عندما اكتشف أن «تشنغدو بلادس» قد حسن في عدة مباريات ترويجية مما أدى إلى الهبوط إلى الدرجة الثانية مع بداية عام 2010 الدوري هذا الموسم، ومع ذلك ياو قررت البقاء من المخلصين مع النادي.
منذ تقاعده في تشرين الأول / أكتوبر 2010 ، وضع القميص رقم 18 في لوحة الشرف لنادي سيتشوان كرة القدم من تشنغدو بلادس . تولى ياو شيا في تشنغدو بلادس منصب قائد ونائب المدير العام فثي النادي وبعد ذلك بوقت قصير أشرف على إدارة النادي في 7 ديسمبر 2012 حيث تولى تدريب النادي خلال خارج الموسم. 
عاد ياو كمدرب في يوليو / تموز 2014 بعد أن تولى الكوري لي جانغ-سو تدريب تشنغدو تيانشينغ والذين ناضلوا في قاع الدوري.

### دولياً
كانت أول مباراة دولية لـ ياو شيا ضد المكسيك حيث خسر فريقه 3-0 في مباراة ودية في الثالث من تشرين الثاني / نوفمبر 1993. وعندما أصبح أساسياً في سيتشوانسارع لجعل نفسه أساسياً أيضاً في المنتخب الوطني وقد لعب دوراً هاماً في مشوار الصين في تصفيات كأس العالم لكرة القدم 1998 . وكان أكثر نجاحاً عندما استطاع مساعدة الصين في التأهل لنهائيات كأس آسيا 2000 ، ومع ذلك ورغم أنه كان يلعب دورا رئيسيا في التأهل لكنه استبعد من تشكيلة الفريق في البطولة. وقد لعب آخر مباراة له ضد يوغوسلافيا في 25 آذار / مارس 2000 في 1-0 ودية الخسارة.

## وصلات خارجية
- Yao Xia's Blog
- ياو شيا على موقع قاعدة بيانات كرة القدم.إي يو (الإنجليزية)
- ياو شيا على موقع ناشيونال فوتبول تيمز (الإنجليزية)
- Player profile at Sina.com
- Player stats at Sodasoccer.com